# Malcolmochthonius malcolmi
Malcolmochthonius malcolmi är en spindeldjursart som beskrevs av Benedict 1978. Malcolmochthonius malcolmi ingår i släktet Malcolmochthonius och familjen käkklokrypare. Inga underarter finns listade i Catalogue of Life.